# Loredana
Loredana  è un nome proprio di persona italiano femminile.

## Varianti
- Ipocoristici: Lora[1], Dana
- Maschili: Loredano[2][3]

### Varianti in altre lingue
- Rumeno: Loredana[1]

## Origine e diffusione
Si tratta, con tutta probabilità, di un nome coniato a partire dal cognome tipicamente veneziano Loredan, quest'ultimo stante a significare "proveniente da Loreo" (una cittadina della provincia di Rovigo); a sua volta questo toponimo, in latino Loredo o Lauredo, deriva da laurum ("alloro"). La pratica di trasformare il cognome del proprio casato in un nome per le proprie figlie era una pratica diffusa nel patriziato veneziano a partire già dal Quattrocento (la prima donna attestata con questo nome è una Loredana Loredan, figlia di Francesco Loredan, sposata nel 1429 con un tal Marcello Pietro di Giovanni).
Il nome appare anche in alcune opere letterarie legate alla Serenissima, come il racconto breve di George Sand Mattéa (1833), scritto e ambientato a Venezia, nel quale Loredana è la madre della protagonista, e soprattutto il romanzo di Luciano Zuccoli L'amore di Loredana (1908), anch'esso scritto a Venezia
Fu proprio il romanzo di Zuccoli a dare, nel resto d'Italia, ampia popolarità al nome, che fino ad allora non era nemmeno registrato dai repertori onomastici; in seguito, si diffuse ancora di più perché venne associato alla Madonna di Loreto. Negli anni settanta erano registrate - perlopiù in Emilia-Romagna - alcune centinaia di persone di nome "Oredana" e "Oredano", forme originatesi dall'elisione della "L" iniziale, erroneamente percepita come un articolo ("l'Oredana").

## Onomastico
Loredana è un nome adespota, in quanto non esistono sante cristiane che lo portano; per via dell'associazione con la Madonna di Loreto, l'onomastico viene sovente festeggiato il giorno 10 dicembre, nel quale si celebra la venuta della Santa Casa.

## Persone
- Loredana, attrice italiana

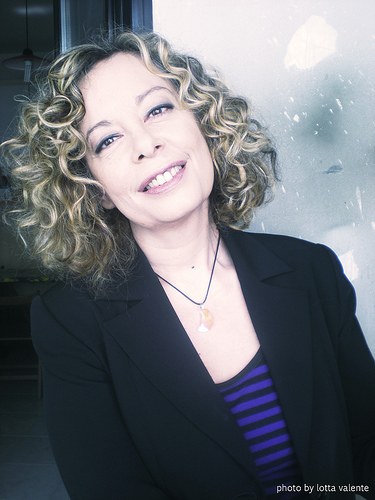
Loredana Lipperini

Loredana Sist

- Loredana, cantante e personaggio televisivo rumena
- Loredana, rapper svizzera
- Loredana Bertè, cantautrice italiana
- Loredana Cannata, attrice e attivista italiana
- Loredana De Nardis, attrice italiana
- Loredana De Petris, politica italiana
- Loredana Errore, cantautrice italiana
- Loredana Frescura, insegnante e scrittrice italiana
- Loredana Iordachioiu, schermitrice rumena
- Loredana Lecciso, personaggio televisivo italiano
- Loredana Lipperini, giornalista, scrittrice e conduttrice radiofonica italiana
- Loredana Maiuri, cantante italiana
- Loredana Martinez, attrice italiana
- Loredana Nicosia, attrice, doppiatrice e direttrice del doppiaggio italiana
- Loredana Nusciak, attrice e modella italiana
- Loredana Piazza, modella italiana
- Loredana Romito, attrice italiana
- Loredana Sist, archeologa ed egittologa italiana
- Loredana Taccani, cantante italiana